# قوائم مواقع التراث العالمي

شعار لجنة التراث العالمي لليونسكو

هذه قائمة بقوائم مواقع التراث العالمي. موقع التراث العالمي هو مكان مدرج من قبل منظمة الأمم المتحدة للتربية والعلم والثقافة (اليونسكو) على أنه ذو أهمية ثقافية أو مادية خاصة.

## القوائم العامة
- مواقع التراث العالمي السابقة
- قائمة مواقع التراث العالمي المعرضة للخطر
- قائمة مواقع التراث العالمي حسب سنة التسجيل
- جدول مواقع التراث العالمي حسب الدولة
- برنامج العمارة الترابية للتراث العالمي

## القوائم حسب القارة

### إفريقيا
- قائمة مواقع التراث العالمي في أفريقيا

- - قائمة مواقع التراث العالمي في الدول العربية
  - قائمة مواقع التراث العالمي في مصر
  - قائمة مواقع التراث العالمي في إثيوبيا
  - قائمة مواقع التراث العالمي في كينيا
  - قائمة مواقع التراث العالمي في مدغشقر
  - قائمة مواقع التراث العالمي في موريتانيا
  - قائمة مواقع التراث العالمي في المغرب
  - قائمة مواقع التراث العالمي في جنوب أفريقيا
  - قائمة مواقع التراث العالمي في تنزانيا
  - قائمة مواقع التراث العالمي في تونس
  - قائمة مواقع التراث العالمي في زامبيا
  - قائمة مواقع التراث العالمي في أوغندا

### الأمريكتان
- قائمة مواقع التراث العالمي في منطقة البحر الكاريبي
  - قائمة مواقع التراث العالمي في كوبا

- قائمة مواقع التراث العالمي في أمريكا الوسطى
- قائمة مواقع التراث العالمي في أمريكا الشمالية
  - قائمة مواقع التراث العالمي في كندا
  - قائمة مواقع التراث العالمي في الولايات المتحدة
  - قائمة مواقع التراث العالمي في المكسيك

- قائمة مواقع التراث العالمي في أمريكا الجنوبية
  - قائمة مواقع التراث العالمي في الأرجنتين
  - قائمة مواقع التراث العالمي في البرازيل
  - قائمة مواقع التراث العالمي في شيلي
  - قائمة مواقع التراث العالمي في كولومبيا
  - قائمة مواقع التراث العالمي في بيرو

### آسيا
- قائمة مواقع التراث العالمي في شرق آسيا
  - قائمة مواقع التراث العالمي في الصين
  - قائمة مواقع التراث العالمي في اليابان
  - قائمة مواقع التراث العالمي في منغوليا
  - قائمة مواقع التراث العالمي في كوريا الشمالية
  - قائمة مواقع التراث العالمي في كوريا الجنوبية
- قائمة مواقع التراث العالمي في وسط آسيا وشمالها
  - قائمة مواقع التراث العالمي في كازاخستان
  - قائمة مواقع التراث العالمي في قيرغيزستان
  - قائمة مواقع التراث العالمي في طاجيكستان
  - قائمة مواقع التراث العالمي في تركمانستان
  - قائمة مواقع التراث العالمي في أوزبكستان
- قائمة مواقع التراث العالمي في جنوب آسيا وشرقها
  - قائمة مواقع التراث العالمي في كمبوديا
  - قائمة مواقع التراث العالمي في إندونيسيا
  - قائمة مواقع التراث العالمي في لاوس
  - قائمة مواقع التراث العالمي في ماليزيا
  - قائمة مواقع التراث العالمي في ميانمار
  - قائمة مواقع التراث العالمي في الفلبين
  - قائمة مواقع التراث العالمي في سنغافورة
  - قائمة مواقع التراث العالمي في تايلاند
  - قائمة مواقع التراث العالمي في فيتنام
- قائمة مواقع التراث العالمي في جنوب آسيا
  - قائمة مواقع التراث العالمي في أفغانستان
  - قائمة مواقع التراث العالمي في بنغلاديش
  - قائمة مواقع التراث العالمي في الهند
  - قائمة مواقع التراث العالمي في نيبال
  - قائمة مواقع التراث العالمي في باكستان
  - قائمة مواقع التراث العالمي في سري لانكا
- قائمة مواقع التراث العالمي في غرب آسيا
  - قائمة مواقع التراث العالمي في الدول العربية
  - قائمة مواقع التراث العالمي في أرمينيا
  - قائمة مواقع التراث العالمي في أذربيجان
  - قائمة مواقع التراث العالمي في قبرص
  - قائمة مواقع التراث العالمي في جورجيا
  - قائمة مواقع التراث العالمي في إيران
  - قائمة مواقع التراث العالمي في إسرائيل
  - قائمة مواقع التراث العالمي في فلسطين
  - قائمة مواقع التراث العالمي في الأردن
  - قائمة مواقع التراث العالمي في تركيا

### أوروبا
- قائمة مواقع التراث العالمي في أوروبا الشرقية
  - قائمة مواقع التراث العالمي في بيلاروسيا
  - قائمة مواقع التراث العالمي في بلغاريا
  - قائمة مواقع التراث العالمي في جمهورية التشيك
  - قائمة مواقع التراث العالمي في المجر
  - قائمة مواقع التراث العالمي في مولدوفا
  - قائمة مواقع التراث العالمي في بولندا
  - قائمة مواقع التراث العالمي في رومانيا
  - قائمة مواقع التراث العالمي في روسيا
  - قائمة مواقع التراث العالمي في سلوفاكيا
  - قائمة مواقع التراث العالمي في أوكرانيا

- قائمة مواقع التراث العالمي في شمال أوروبا
  - قائمة مواقع التراث العالمي في الدنمارك
  - قائمة مواقع التراث العالمي في إستونيا
  - قائمة مواقع التراث العالمي في فنلندا
  - قائمة مواقع التراث العالمي في أيسلندا
  - قائمة مواقع التراث العالمي في لاتفيا
  - قائمة مواقع التراث العالمي في ليتوانيا
  - قائمة مواقع التراث العالمي في النرويج
  - قائمة مواقع التراث العالمي في السويد

- قائمة مواقع التراث العالمي في جنوب أوروبا
  - قائمة مواقع التراث العالمي في ألبانيا
  - قائمة مواقع التراث العالمي في أندورا
  - قائمة مواقع التراث العالمي في البوسنة والهرسك
  - قائمة مواقع التراث العالمي في كرواتيا
  - قائمة مواقع التراث العالمي في اليونان
  - قائمة مواقع التراث العالمي في إيطاليا
  - قائمة مواقع التراث العالمي في مالطا
  - قائمة مواقع التراث العالمي في الجبل الأسود
  - قائمة مواقع التراث العالمي في مقدونيا الشمالية
  - قائمة مواقع التراث العالمي في البرتغال
  - قائمة مواقع التراث العالمي في سان مارينو
  - قائمة مواقع التراث العالمي في صربيا
  - قائمة مواقع التراث العالمي في سلوفينيا
  - قائمة مواقع التراث العالمي في إسبانيا
  - مدينة الفاتيكان: هي نفسها موقع تراث عالمي[2]

- قائمة مواقع التراث العالمي في أوروبا الغربية
  - قائمة مواقع التراث العالمي في النمسا
  - قائمة مواقع التراث العالمي في بلجيكا
  - قائمة مواقع التراث العالمي في فرنسا
  - قائمة مواقع التراث العالمي في ألمانيا
  - قائمة مواقع التراث العالمي في لوكسمبورغ
  - قائمة مواقع التراث العالمي في هولندا
  - قائمة مواقع التراث العالمي في جمهورية أيرلندا
  - قائمة مواقع التراث العالمي في سويسرا
  - قائمة مواقع التراث العالمي في المملكة المتحدة

### أوقيانوسيا
- قائمة مواقع التراث العالمي في أوقيانوسيا (أستراليا، كيريباتي، نيوزيلندا، بابوا غينيا الجديدة، وجزر المحيط الهادئ الأخرى)